# Bitka za Nürnberg
Bitka za Nürnberg (njem. Schlacht von Nürnberg, por. Batalha de Nuremberga, niz. Slag van Neurenberg), nadimak je za nogometnu utakmicu osmine finala odigranu na Svjetskom nogometnom prvenstvu u Njemačkoj 2006. između Portugala i Nizozemske. Susret se pred 41 000 gledatelja odigrao na stadionu Max-Morlock 25. lipnja 2006., a sudac je bio Rus Valentin Ivanov koji je na utakmici podijelio rekordna četiri crvena kartona i 16 žutih. Do danas taj rekord za broj crvenih kartona nije nadmašen u nekom velikom natjecanju pod okriljem FIFA-e.
Susret je završio pobjedom portugalske nogometne reprezentacije rezultatom 1:0 pogotkom Manichea u 23. minuti. Portugal je u četvrfinalu izbacio Englesku boljim izvođenjem jedanaesteraca s 3:1 (0:0), ali je u polufinalu izgubio od Francuske s 0:1. U utakmici za treće mjesto, domaćin Njemačka slavila je rezultatom 3:1. Osvojeno četvrto mjesto na svjetskom prvenstvu bio je i ostao najbolji rezultat portugalske reprezentacije još od SP-a 1966.

## Poslije susreta
Tadašnji predsjednik FIFA-e Sepp Blatter kritizirao je suđenje Ivanova rekavši da je "trebao sam sebi dati žuti karton za loše suđenje". Blatter se ubrzo kasnije službeno ispričao. FIFA je bila obznanila da Ivanov neće suditi na tom turniru do kraja prvenstva.
Rekord po broju žutih kartona nadmašen je na SP-u 2022. u Kataru u četvrtfinalnom dvoboju između Nizozemske i Argentine (koja je kasnije osvojila natjecanje) kada je Antonio Mateu Lahoz podijelio 17 žutih kartona (16 za igrače i izbornika te jedan za člana stručnog stožera).